# MOLE HILL
MOLE HiLL（モールヒル）は、日本のロックバンドである。

## 概要
2002年結成。活動拠点を京都に置き、関西圏や関東圏を中心に全国で活動している。同じ京都のバンド、特に10-FEETとは、同じイベントに参加して以来親交があり、2006年にリリースした1stミニアルバム「MOLE HILL」にコメントを出すほどである。2007年には、映画「青空のルーレット」に楽曲を提供し、映画自体にも特別出演している。2008年に2ndミニアルバム「現在は今」をリリース。10-FEET主催のロックフェスティバル「京都大作戦 」「MINAMI WHEEL」など、数多くのイベントに出演している。
2012年8月4日に結成10周年を迎えた。

## 経歴
- 2002年 - 結成
- 2004年 - 夏に初自主企画イベント『もぐら祭りvol1』を開催。
- 2005年
  - 4月10日 - 大阪ベイサイドジェニーで行われた『STOMPIN’NITE17』に出演。10-FEETと出会い、深交を深める。
  - 6月18日 - 自主企画イベント『もぐらっちぇvol.1』を開催。
  - 11月11日 - 10-FEETの『4REST』ツアーファイナルに出演。
  - 12月4日 - 自主企画イベント『8BEAT』を開催。
- 2006年
  - 1月～4月 - ドラムのメンバーチェンジにより、440が加入。
  - 5月15日 - 『もぐらっちぇvol.2』を開催。
  - 8月15日 『ウミホモ』 心斎橋BIGCATにて開催。
  - 12月6日 - 1stミニアルバム『MOLE HILL』リリース。
  - 12月13日 - 初のレコ発イベント『もぐらっちぇvol.3』を皮切りに『全国もぐらの穴をつなげようTOUR』ツアースタート。以降関西と関東各地を回る。
- 2007年
  - 1月7日 - 初めてのワンマンライブ『MOLEHILLワンマン-いったん帰ってきました』を京都MUSEにて開催。
  - 4月27日 - 『もぐらっちぇvol.4-ツアーファイナル』 を開催。
  - 9月15日 - 『もぐらっちぇvol.5』を開催。
  - 8月15日 『STAY GOLD』 心斎橋BIGCATにて開催。
  - 10月28日 『MINAMI WHEEL2007』出演。
  - 11月3日 - MOLE HILLが楽曲提供及び出演した、映画「青空のルーレット」が公開される。
- 2008年
  - 3月27日 - 『もぐらっちぇvol.6～関西5都市7ライヴハウスサーキットwest side story 京都編～』を開催。
  - 6月18日 - 2ndミニアルバム『現在は今』リリース。
  - 7月13日 『京都大作戦2008』出演。
  - 7月16日 『MOLEHILLワンマンvol.2-ツアーファイナル-』開催!!チケットSOLD OUT。
  - 11月3日 『MINAMI WHEEL2008』出演。
- 2009年
  - 6月7日 『Hi-FiBRID TOUR』開催。ツアーファイナル(渋谷CYCLONE)CYCLONE 。
  - 7月25日 ライブ会場限定MINI ALBUM『LIVE ON』を発売。『MOLE HILLワンマンライブvol.3』開催。
  - 12月31日 Ba.井本 和希脱退。
- 2010年
  - 1月1日 Ba.田邉 俊介加入。
  - 12月4日ライブ会場限定MINI ALBUM『「I need...」』を発売。
- 2011年
  - 6月7日 『京音夜祭』開催。
  - 10月14日 『MINAMI WHEEL 2011 EXTRA-MIDNIGHT EDITION』なんばHatch出演。
- 2012年
  - 4月7日,4月28日京都、横浜で『KYOMINATO』開催。2日間限定でSINGLE『Stay who you are～君はそのままで』発売。(即日SOLD OUT)
  - 8月4日 ライブ会場限定MINI ALBUM『challenge myself』を発売。『MOLE HiLL 10th ANNIVERSARY special paty -もぐら祭り-』城陽文化パルクにて開催。この日を皮切りに『全国もぐらの穴をつなげようTOUR2012』をスタート。全国約30カ所を駆け回る。
  - 10月19日『全国もぐらの穴をつなげようTOUR2012-セミファイナル-』を渋谷O-Crestにて開催。
  - 10月27日『全国もぐらの穴をつなげようTOUR2012-ファイナルワンマン-』を京都MUSEにて開催。
- 2013年
  - 3月Ba.田邉 俊介脱退。
  - 8月29日ライブ会場限定SINGLE『変わりゆく世界と君』を発売。
  - 9月23日『KANSAI LOVERS2013』大阪城野外音楽堂出演。
  - 12月7日『MOLE HiLL ONE MAN LIVE-変わりゆく世界と君TOUR FINAL-』を大阪福島2nd LINEにて開催。同日Ba.tadaaが正式メンバーとして加入。
- 2014年
  - 4月30日ライブ会場限定MINI ALBUM『Way of lives』を発売。
- 2016年
  - 7月20日1stフルアルバム『Time』を発売。

## メンバー
新 大作（ボーカル・ギター）
1986年3月31日生まれ。
にっぽ（ギター・コーラス）
1986年2月12日生まれ。
tadaa（ベース・コーラス）
1987年7月20日生まれ。
440（ドラム・コーラス）
1986年1月6日生まれ。

### 元メンバー
井本 和希（ベース・コーラス）
1985年12月26日生まれ。
田邉 俊介（ベース・コーラス）
1985年11月28日生まれ。

## ディスコグラフィー

### フルアルバム

#### ANY
- Time（2016年7月20日）

1. Remake
2. Time of your life ※ J:COMチャンネル「第98回全国高等学校野球選手権 地方大会」テーマソング
3. Sunshine day
4. レンズ
5. どんな僕でも
6. message
7. Hearts light
8. 変わりゆく世界と君 ※ロッキンオン主催RO69JACK2015入賞曲
9. Release
10. 願い
11. I need...

※サウンドプロデューサーに阿久津健太郎( 中ノ森バンド、 PASSPO☆など)を迎えた初のフルアルバム

### ミニアルバム

#### JULY RECORDS
- MOLE HILL（2006年12月6日）

1. 立ち上がれ
2. カタチ
3. ひとつだけの笑顔
4. 生きていく-死ぬ権利をもった人間はいない-
5. HAPPY SUNDAY

Extra Trackとして「HAPPY SUNDAY」のPVを収録。
- 現在（いま）は今（2008年6月18日）

1. 現在は今
2. ありがとうの歌
3. Like a rainbow
4. 文月
5. CONTACT
6. 青空
7. LIFE
8. 地球兄弟～MOLEHILL ver.

Extra Trackとして「文月」のPVを収録。

### ライブ会場限定

#### ミニアルバム
いちばん星(2004)
1 いちばん星
2 自由への道
3 Your O.K.
4 立ち上がれ
5 Sound To The All
- LIVE ON（2009年7月25日)

1. Time CPSL
2. SUNSHINE DAY!!!
3. 存在ショウメイ
4. meioD-コトバの音色
5. LIVE ON→SHOW TIME!

完全生産限定商品
- 「I need...」（2010年12月4日)

1. 「I need...」
2. カンパネラ
3. Only your dance
4. Hearts light
5. 在り方

完全生産限定商品
- challenge myself（2012年8月4日)

1. Push!!
2. Remake
3. メモリー
4. Days
5. 考えごと

- Way of lives（2014年4月30日)

1. 1 take
2. Fighter
3. 時を超えて
4. 願い
5. 変わりゆく世界と君(W.O.L ver)

- Release（2015年5月15日)

1. 表裏一体
2. Release
3. SINCE
4. Today is a new day
5. message

#### シングル
- 変わりゆく世界と君（2013年8月29日)

1. 変わりゆく世界と君
2. Time of your life
3. Campanella～acoustic ver～

### 参加作品
- 『SOUL MONSTER vol.2』（2006年5月12日）
- 「Stay who you are～君はそのままで」（2012年4月7日,4月28日の2日間限定発売)

1. Stay who you are～君はそのままで
2. いちばん星(10th ANNIVERSARY.ver)
3. さよならバイバイ(アーティスト,Chameleon)
4. SUNSHINE DAY!!!(KYOMINATO.ver)
5. サンセットビーチ(KYOMINATO.ver)(アーティスト,Chameleon)

## 交友関係
- 10-FEET